# Джгун (річка)
Джгун, Джун — річка у Зміївській міській громаді Чугуївського району та Нововодолазькій селищній громаді Харківського району Харківської області, права притока Вільхуватки (басейн Сіверського Донця).

## Опис
Довжина річки 18  км., похил річки — 2,6 м/км. Формується з багатьох безіменних струмків та водойм. Площа басейну 149 км².

## Розташування
Джгун бере початок з водойми на південно-західній стороні від села Велетень. Тече переважно на північний захід і на околиці села Вільхуватки впадає у річку Вільхуватку, праву притоку Мжи.
Населені пункти вздовж берегової смуги: Джгун, Бірки, Липкуватівка, Нова Мерефа, Щебетуни.

## Притоки

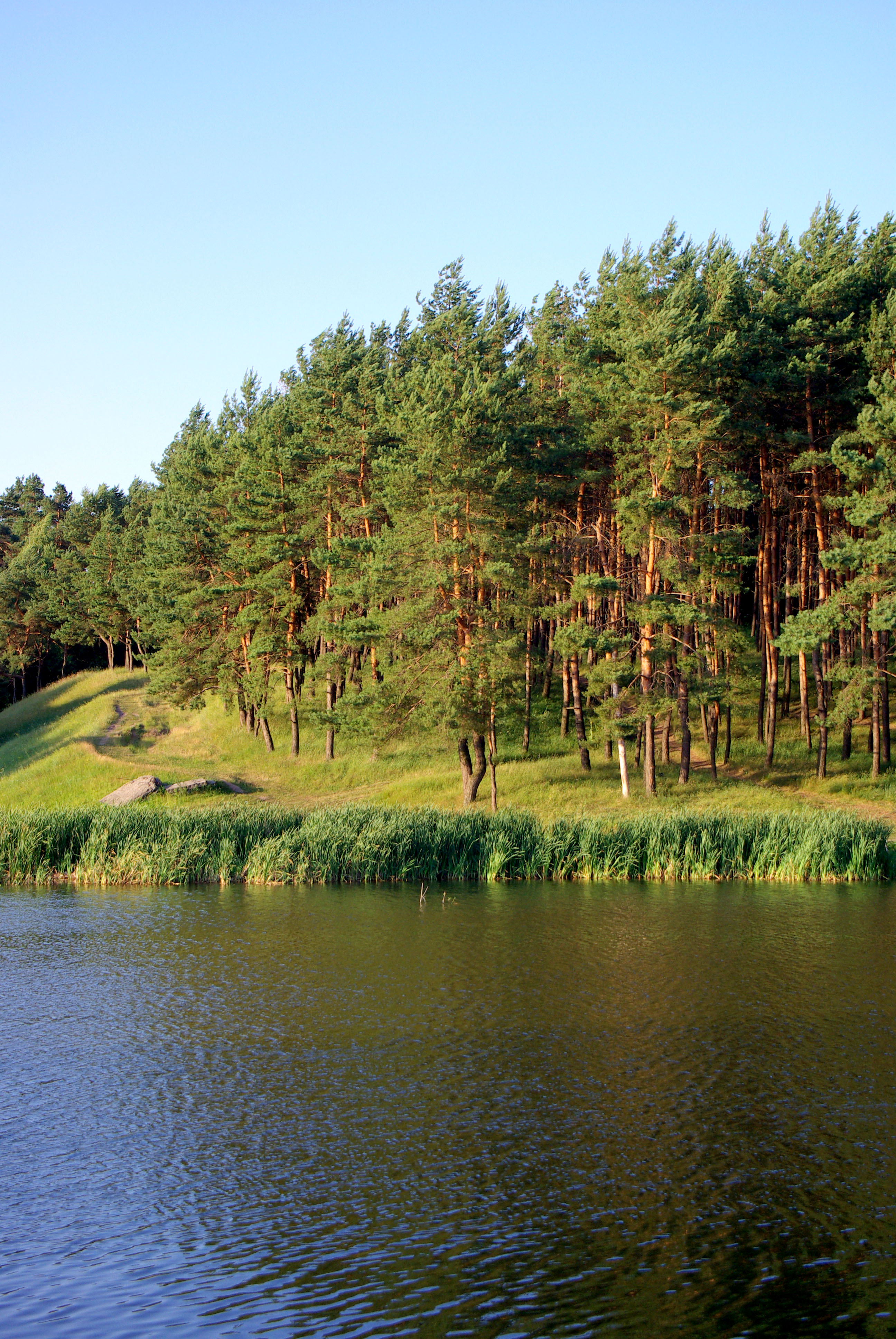
Балка Терновка у селі Липкуватівка

- Балка Дігтярева - один із витоків, назва річки у верхній течії, у деяких джерелах вказана як права притока[1][2]

- Балка Ярки - права притока, бере початок біля села Велетень, тече спочатку на захід, потім на південний захід і впадає у річку Джгун західніше села Джгун [3][4]

- Балка Березова - права притока, бере початок на заході від села Бірочок Другий, тече на південний захід і впадає у річку Джгун між селом Джгун і селищем Бірки [3][5]
  - Балка Сухомлинова - права притока балки Березової[3][6]

- Поворітна - ліва притока, бере початок на сході від села Гуляй Поле, тече переважно на північний захід, впадає у Джгун у селищі Бірки. [1][7]
  - Балка Городиська - ліва притока Поворітної [1][8]
  - Балка Сидорина - ліва притока Поворітної [1][9]

- Косий, Коси - ліва притока, бере початок у селі Гуляй Поле, тече переважно на північ і впадає у Джгун у селищі Бірки [1][10]
  - Яр Кругляк - ліва притока балки Коси [11]
  - Балка Єльцева - ліва притока балки Коси, бере початок біля села Василівське, тече переважно на північний схід через село Ключеводське і впадає у балку Коси неподалік від її гирла на південному заході від селища Бірки [1][12]
    - Балка Вербна - ліва притока балки Єльцової, протікає на півночі від села Василівське [1][13]

- Балка Артюхова - права притока, бере початок у селищі Залізничні Бірки, тече переважно на південний захід і впадає у Джгун на північно-західній околиці селища Бірки [3][14]

- Балка Терновка - права притока, протікає у селі Липкуватівка [3]

- Малий Джгун - ліва притока, бере початок на північному заході від села Василівське, тече переважно на північний схід через село Ордівка і впадає у Джгун на його північній околиці. [3][15]
  - Балка Крута - права притока Малого Джгуна, впадає у селі Ордівка [3][16]

- Балка Остроушка - ліва притока, впадає у селі Нова Мерефа [3][17]